# Sean Bernabe

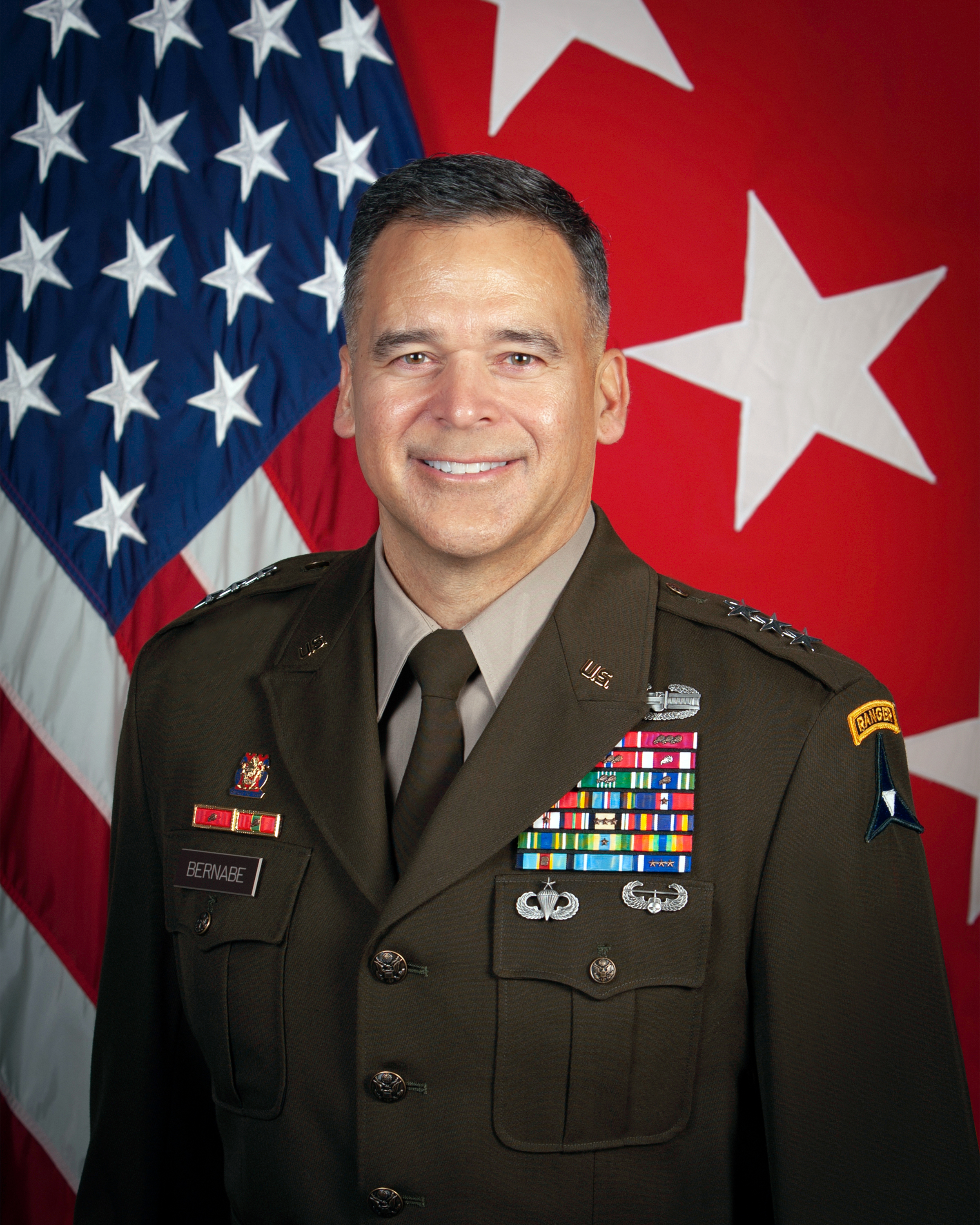
Sean Bernabe

Sean Cardona Bernabe (* 1970) ist ein Generalleutnant der United States Army. Er war unter anderem Kommandeur der 1. Panzerdivision. Zwischen Oktober 2022 und August 2024 kommandierte er das III. Korps.
In den Jahren 1988 bis 1992 durchlief Sean Bernabe die United States Military Academy in West Point. Nach seiner Graduation wurde er als Leutnant in das Offizierskorps des US-Heeres aufgenommen. In der Armee durchlief er anschließend alle Offiziersränge vom Leutnant bis zum Drei-Sterne-General.
Im Lauf seiner militärischen Karriere absolvierte Bernabe verschiedene Kurse und Schulungen. Dazu gehörten unter anderem das Command and General Staff College und das National War College.
In seinen jüngeren Jahren absolvierte er den für Offiziere in den niederen Rangstufen üblichen Dienst in verschiedenen Einheiten und Standorten. Dazu gehörten auch Aufgaben als Stabsoffizier in verschiedenen Hauptquartieren. Er kommandierte Einheiten auf verschiedenen Ebenen bis hin zum Korpskommandeur. Bernabe wurde sowohl im Irakkrieg als auch im Krieg in Afghanistan eingesetzt. Er war zwei Mal im Irak und ein Mal in Afghanistan stationiert. Eine weitere Auslandsstationierung führte ihn nach Südkorea.
Im Juli 2018 erreichte Bernabe mit seiner Beförderung zum Brigadegeneral die Generalsränge. Zwischen 2018 und 2020 war er in Wiesbaden in Deutschland Stabsoffizier bei USAREUR. In dieser Funktion leitete er deren Stabsabteilung G3 (Operationen). Im Jahr 2020 war er für kurze Zeit stellvertretender Kommandeur von USAREUR. Im September 2022 übernahm er das Kommando über die in Fort Bliss stationierte 1. Panzerdivision. Diese Position hatte er bis Juli 2022 inne.
Sein nächstes Kommando war der Oberbefehl über das III. Korps in Fort Hood (heute Fort Cavazos), das er zwischen Oktober 2022 und August 2024 innehatte. Gleichzeitig kommandierte er auch den dortigen Militärstandort. Im August 2024 wurde er nach Wiesbaden in Deutschland versetzt, wo er stellvertretender Kommandeur der United States Army Europe and Africa wurde. 

## Orden und Auszeichnungen
Sean Bernabe erhielt im Lauf seiner militärischen Laufbahn unter anderem mehrfach den Orden Legion of Merit und Bronze Star Medal verliehen.